# Tiki Gelana
Erba Tiki Gelana (* 22. Oktober 1987 in Bekoji) ist eine ehemalige äthiopische Langstreckenläuferin. Ihr größter Erfolg war der Olympiasieg 2012 im Marathonlauf.

## Sportliche Karriere
Tiki Gelana begann ihre sportliche Karriere im Jahr 2004 in Addis Abeba. Dort lief sie im November einen 10-Kilometer-Straßenlauf in 34:36 min.
2006 gewann Gelana die San Silvestre Barcelonesa und 2007 die 10 km von San’yō. 2008 wurde sie Sechste beim Delhi-Halbmarathon. Bei ihrem Debüt auf der 42,195-Kilometer-Distanz belegte sie 2009 beim Dublin-Marathon in 2:33:49 h den dritten Rang. Im folgenden Jahr wurde sie jeweils Vierte beim Los-Angeles-Marathon, beim Rock ’n’ Roll Marathon und in Dublin.
Beim Amsterdam-Marathon 2011 gelang ihr ein gewaltiger Durchbruch. Mit 2:22:08 h stellte sie einen Streckenrekord auf und blieb um fast sieben Minuten unter ihrer persönlichen Bestzeit.
2012 folgte einem Sieg beim Kagawa-Marugame-Halbmarathon ein weiterer spektakulärer Streckenrekord in den Niederlanden: Mit fast fünf Minuten Vorsprung setzte sie sich beim Rotterdam-Marathon durch und blieb als erste äthiopische Läuferin unter 2:19 h.
2012 gewann Gelana bei den Olympischen Spielen in London die Goldmedaille im Marathon. In einer spannenden Entscheidung setzte sie erst 500 Meter vor dem Ziel zur entscheidenden Attacke an. Obwohl der Marathon langsam begann, reichte ihre Siegerzeit von 2:23:07 h sogar zu einem neuen olympischen Rekord.
Beim London-Marathon 2013 lief Gelana am 21. April ein Zeit von 2:36:55 h.
Im Jahr 2014 erreichte sie beim London-Marathon 2014 eine Zeit von 2:26:58 h.
In Tokio lief sie den Marathon am 22. Februar 2015 in einer Zeit von 2:24:26 h.
Beim Boston-Marathon erreichte sie im April 2016 mit 2:42:38 h den 14. Platz.
Tiki Gelana beendete ihre internationale sportliche Karriere im Jahr 2016.

## Persönliche Bestzeiten
- 3000 m: 8:55,88 min, 6. Juni 2008, Nantes
- 5000 m: 15:17,74 min, 1. Juni 2008, Berlin
- 10.000 m: 31:27,80 min, 12. Juni 2008, Ostrava
- 10-km-Straßenlauf: 31:54 min, 23. Dezember 2007, Okayama
- Halbmarathon: 1:08:48 h, 5. Februar 2012,	Marugame
- Marathon: 2:18:58 h,	15. April 2012, Rotterdam